# Reach for the Stars (игра, 1983)
Reach for the Stars — пошаговая стратегическая компьютерная игра, разработанная и выпущенная австралийской компанией Strategic Studies Group в 1983 году для платформ Apple II и Commodore 64. Действие игры происходит в научно-фантастической вселенной. Целью игрока является строительство собственной галактической империи посредством колонизации, завоеваний и изучения технологий. В Reach for the Stars были заимствованы некоторые элементы из настольной игры Stellar Conquest.
Разработанная Роджером Китингом и Йеном Траутом, Reach for the Stars стала первым проектом Strategic Studies Group и является одним из родоначальников жанра 4X-стратегий (англ. eXplore, eXpand, eXploit, and eXterminate). Игра получила хорошие отзывы критиков и имела большой коммерческий успех. Всего вышло три издания игры. Второе издание появилось в 1985 году, а третье в 1988. Первые два издания выходили только для Commodore 64 и Apple II. Третье издание было портировано на DOS, Apple IIgs, Macintosh и Amiga.

## Игровой процесс
Целью игрока является строительство собственной космической империи. При старте игроку принадлежит всего одна планета с начальным уровнем технологии и окружающей среды. Игрок может инвестировать средства в развитие технологий, кораблей и окружающей среды, а также производить космические корабли и посылать их в космос для разведывания новых планет, колонизации и ведения боевых действий.
Игровой процесс Reach for the Stars пошаговый и каждый ход состоит из двух фаз — развитие и передвижение. В фазе развития игрок занимается продукцией планет, а в фазе передвижения дает команды кораблям перемещаться между звездными системами.
В игре присутствуют три вида кораблей — дешевые, но неспособные вести бой и перевозить колонистов разведчики, неспособные вести бой транспортные корабли и боевые корабли, которые не могут перевозить колонистов.
В Reach for the Stars можно играть как в одиночку против компьютера, так и в многопользовательском режиме. В игре присутствует 4 ИИ-оппонента, названных в честь австралийских политиков (например игрок «Drover’s Dog» — прозвище Уильяма Хейдена).

## Разработка
Изначально Reach for the Stars планировалась как адаптация настольной игры Stellar Conquest, но в ходе переговоров с её автором Говардом Томсоном так и не удалось прийти к соглашению, и было принято решение создавать собственную игру.
Reach for the Stars была написана Роджером Китингом на машинном коде для компьютера Apple II, который обладал 64 килобайтами оперативной памяти. Если использовать оперативную систему данного компьютера, то 16 из них оказывались скрытыми, среди которых 4 килобайта являлось экранной областью и она служила для графического отображения. Роджер написал свою операционную систему и таким образом получил возможность задействовать 60 килобайт памяти. Версия для Commodore 64 была написана Китингом одновременно с версией для Apple. Написание программы с использованием машинного кода позволяла легко произвести портирование. Графика в обеих версиях была идентичная, несмотря на то, что разрешение экрана у этих платформ было разным.
Графика Reach for the Stars была целиком прописана в машинном коде и её отображение было сделано в двух режимах. В первом было два цвета — черный и белый цвета — которые кодировались для одного пикселя одним битом. Во втором использовалось два бита на пиксель, который принимал один из четырёх цветов. Траут и Китинг изначально рисовали спрайты на бумаге, и изображения помещались в квадратную сетку 16×16. Далее переводили в формат, соответствующий хранимому в памяти, и записывали в программу в виде набора бит. Графику решено было сделать минималистичной, чтобы освободить вычислительные мощности процессора для реализации более сложного игрового процесса. Обработка решений искусственного интеллекта занимала 60 % мощности компьютера.

## Ремейк
В 2000 году Strategic Studies Group разработали ремейк игры, который был издан компанией Strategic Simulations, Inc. Игра получила сдержанные отзывы игровой прессы. В 2005 году компанией Matrix Games была выпущена обновленная версия игры.

## Популярность и критика
Эд Кёртис в рецензии журнала Computer Gaming World отметил дружелюбность игры по отношению к пользователю и приятный игровой процесс. Единственным недостатком игры рецензент назвал отсутствие оповещений о природных катаклизмах. Также были высоко оценены искусственный интеллект и параметризация. Джеймс Транзо из журнала Compute! назвал игру превосходным симулятором исследования и завоевания галактики, отметив, что игроки должны балансировать между различными приоритетами для достижения успеха. В заключении рецензии Reach for the Stars была названа одной из лучших игр года. inCider дал версии игры для Apple II три звезды подчеркнув, что несмотря на то, что игра захватывающая, «было бы очень не романтично сказать, что в общем игра — это жонглирование цифрами, но тем не менее — это так и есть».
В обзорной статье журнала Computer Gaming World за 1992 год, посвященной научно-фантастическим играм, Ивэн Брукс поставил Reach for the Stars пять звезд из пяти, назвав её «возможно лучшей научно-фантастической игрой всех времен».

### Продажи
Reach for the Stars стала большим успехом для Strategic Studies Group. За все время, включая все последующие версии, было продано от 300 до 400 тысяч копий игры. Оригинальная версия была продана в количестве 60 тысяч копий. Доход от продаж позволил молодой компании создать основу для разработки будущих игр.

### Значение
Наряду с игрой Andromeda Conquest от Avalon Hill, Reach for the Stars является родоначальником жанра 4X-стратегий. По мнению игрового журналиста Брюса Герика, Reach for the Stars является первой полноправной игрой жанра, тогда как Andromeda Conquest слишком примитивна и назвать её 4X можно только по формальным признакам. Strategic Sudies Group первыми создали настоящую модель, которая связывала бы исследования технологий, управление населением и экономику. Элементы игрового процесса, такие как промышленное развитие, рост населения и технологический прогресс для расширения галактической империи, послужили основой для всех последующих игр жанра.
Версия игры для Macintosh является экспонатом в коллекции Museum Victoria, организации, которой принадлежат музеи Мельбурна.